# 伊利亚·朱托米尔斯基
伊利亚·阿列克謝耶維奇·朱托米尔斯基（英語：Ilya Alexeyevich Zhitomirskiy，1989年10月12日—2011年11月12日）是一位俄罗斯裔美国人，曾是软件设计师和创业者。朱托米尔斯基是 Diaspora社交网络的合作创始人和Diaspora 软件的初始开发者之一，并是其主导者。

## 生平

### 早年生活
朱托米尔斯基在1989年10月12日出生于莫斯科。其父亲为阿列克謝·密托維科夫（Alexei Medovikov），母亲为恩娜·朱托米爾斯卡雅（Inna Zhitomirskaya）。其父亲与其祖父均为数学家。2000年，朱托米尔斯基随其父移民美国，最后定居于费城郊外，并在当地的劳尔梅里恩高中学习至2007年毕业。他先前也在位于马萨诸塞州的阿克顿镇的阿克顿-巴克斯柏路地区高中学习。随后，他在杜兰大学、马里兰大学学院市分校、纽约大学学习了数学、计算机科学和经济学。在其业余时间，朱托米尔斯基喜爱骑单轮车并且是一名职业舞厅舞者。

### 创建Diaspora
在纽约大学时，他在科朗数学研究所学习计算机科学，并于2010年在那里遇见了与他共同创建DIASPORA*的三个朋友。
2010年2月，合作创始人们听了由哥伦比亚法学院教授，自由软件活动人士伊本·莫格林举办的演讲后，他们决定开始谋划Diaspora这一项目。
莫格林说，朱托米尔斯基是“极其聪明的”、“小组中最具理想主义的人”。莫格林说，当朱托米尔斯基面临选择毕业或选择参与此项目时，他选择了后者，因为他想要用他的时间做些促进人们自由的工作。

### 死亡
2011年11月12日夜，朱托米尔斯基被发现死在他在旧金山的家中。警察因怀疑其自杀向其打电话，却发现其已经自杀。2012年8月，法医的尸检结果证明其是自杀身亡。他死于使用氦气进行的稀有气体窒息。媒体曾报道朱托米尔斯基是因为Diaspora的开发而自杀的，但是Diaspora的另一合作创始人馬克士威·薩爾茨伯格（Maxwell Salzberg）不这样认为。薩爾茨伯格说：“没错，我同意作为一名创始人压力很大。但是这不是导致伊利亚死亡的原因。他有自己的问题。他生病了。”朱托米尔斯基的母亲恩娜未就其心理疾病史发表评论，但是她说：“我深信，倘若伊利亞没有开始这个项目而是留在学校，他会很好地活到现在。”《乡村之声》认为朱托米尔斯基“经常被评价为这个小组中最理想主义的和具有隐私意识的人”，并称其死亡为Diaspora的“毁灭性的挫折”。

## 额外链接
- , 华盛顿时报 (美国联合通讯社), 2011-11-14  [2016-02-04], （原始内容存档于2016-11-18）.
- (video), YouTube, Google,   [2016-02-04], （原始内容存档于2021-03-15）.
- Kumparak, Greg, , TechCrunch, 2011-11-13  [2016-02-04], （原始内容存档于2015-10-01）